# Хеланик из Митилене
Хеланик из Митилене (Лезбос, око 485. - око 400. п. н. е.) - старогрчки историчар, савременик Херодота.
У Суди стоји да је неко време живео на двору једног од македонских владара и умро у Перперену. Писао је на јонском дијалекту. Плутарх се позива на Хеланика када извештава да су Амазонке прешле Керчки мореуз по леду.
Хеланик се сматра последњим јонским логографом. Каснији историчари (Тукидид, затим Ктесије, Ефор, Теопомп, Диодор, Плутарх итд.) црпили су материјал из Хеланикових дела. Познато је 28 дела која се приписују Хеланику, али су већину, према историчарима, написали други аутори.
Дело „Атлантида“ је била збирка митова о потомцима Атласа, према закључцима А. И. Немировског, који су били повезани са митологијом Крита.